# مایسک (باشقیرستان)
مایسک (انگلیسی: Maysk, Republic of Bashkortostan) یک شهرک در شهرستان تاتیشلینسکی استان باشقیرستان کشور روسیه است.